# 内蒙古艺术学院
内蒙古艺术学院，简称内艺，是中华人民共和国的一所全日制本科公办省属普通高等学校，位于内蒙古自治区呼和浩特市新城区。 

## 历史沿革
1957年，内蒙古艺术学校成立。1987年3月，在内蒙古艺术学校的基础上成立内蒙古大学艺术学院。2015年，独立设置为内蒙古艺术学院。

## 院系设置
学校现有9个教学单位和1所附属中等艺术学校。学科专业设置以艺术学学科为主，有音乐与舞蹈学、美术学、艺术学理论3个一级学科硕士学位授权点和艺术硕士专业学位授权点，有25个本科专业。　　

### 教学单位
- 音乐学院
- 舞蹈学院
- 影视戏剧学院
- 美术学院
- 设计学院
- 新媒体学院
- 文化艺术管理学院
- 马克思主义学院
- 公共教学部
- 附属中等艺术学校[3]

### 本科专业
- 艺术史论
- 音乐表演
- 音乐学
- 作曲与作曲技术理论
- 舞蹈表演
- 舞蹈学
- 舞蹈编导
- 表演
- 戏剧影视文学
- 广播电视编导
- 播音与主持艺术
- 动画
- 美术学
- 绘画
- 雕塑
- 书法学
- 中国画
- 艺术设计学
- 视觉传达设计
- 环境设计
- 产品设计
- 服装与服饰设计
- 公共艺术
- 数字媒体艺术
- 文化产业管理[3]